# الغواصة الألمانية يو-852
غواصة يو-852 غواصة يو بوت ألمانية من الفئة التاسعة دي2 بنيت لسلاح بحرية ألمانيا النازية كريغسمارينه، في أحواض بناء السفن والآلات الألمانية وإيه جي فيزر في بريمن خلال الحرب العالمية الثانية. أبحرت يو-852 في 18 يناير 1944 واغرقت سفينة الشحن اليونانية بحوالي 4700 طن بيليوس وسفينة الشحن طن البريطانية Dahomian بحمولة 5300 قبل أن تغرق في بحر العرب من قبل سلاح الجو الملكي البريطاني فيكرز ويلينغتون يوم 3 أبريل.